# Wilhelm Ziegenhirte
Wilhelm Ziegenhirte (ur. 1891, zm. 26 sierpnia 1978) – polski strzelec, mistrz świata.
Kilkukrotnie zdobywał tytuł mistrza Polski w strzelectwie. Był jednym z czołowych działaczy Polskiego Związku Łowieckiego i członkiem Otwockiego Kółka Myśliwskiego im. św. Huberta. Sędzia sportowy klasy państwowej.
Ziegenhirte jest medalistą mistrzostw świata. Jedyny w karierze medal na zawodach tej rangi zdobył na turnieju w 1938 roku w Luhačovicach w zawodach drużynowych. Stanął na najwyższym stopniu podium w trapie (wraz z Józefem Kiszkurno, Konstantym Łyskowskim i Stefanem Sztukowskim). Nie startował nigdy na igrzyskach olimpijskich. Został pochowany na cmentarzu ewangelicko-augsburskim w Warszawie (aleja 21, grób 33).